# Will Wilder
Will Wilder je heptalogija romana (dosad su objavljena tri) koje je napisao američki književnik Raymond Arroyo. Knjige opisuju pustolovine dvanaestogodišnjeg Willa Wildera i njegovih prijatelja Andrewa, Simona i Camille te tete Lucille. Okosnicu radnje čini Willov sukob s demonima i silama tame čiji je cilj sijati strah, napadati vjernike i uništiti pravovjerno kršćanstvo.

## Pregled
Romani većim dijelom pripadaju kršćanskoj fantastici, iako ima pustolovnih, povijesnih i detektivskih elemenata. Radnja romana zbiva se u gradiću Strmogradu koji, iako se na prvi pogled čini kao najobičniji gradić, zapravo štiti relikviju sv. Tome i razne druge relikvije poput Ilijina plašta ili ruke sv. Petra.
Glavni lik je Will Wilder, dvanaestogodišnji dječak koji otkriva svoj poseban i čudesan dar: može vidjeti demone koji su drugim ljudima nevidljivi. Radnja započinje u ljeto, na rođendanskoj proslavi Willova brata Lea, gdje Will ozlijedi i sebe i njega, nakon čega otkriva tajanstveno opatovo proročanstvo i drevni zapis o sedam demona koji će doći i kušati narod Strmograda. Nakon što ga kapetan Nep Balor (prerušeni Levijatan) prevari kako bi se dočepao relikvije, Will ju odlučuje povratiti natrag uz pomoć svoje tete Lucille te nakon toga odlazi vježbati s Braćom kako bi se suočio s novim napadima demona.
Svaki roman započinje s kratkim proslovom koji se obično odvija u doba Drugog svjetskog rata, a opisuje pustolovine Jacoba Wildera s antičkim zapisima, svetim relikvijama ili zlim demonima. Nakon toga kreće radnja koja opisuje Willove pustolovine u današnje doba, a svaka knjiga prosječno ima oko 300 stranica.

### Likovi
- Will Wilder, dvanaestogodišnji dječak i najstariji sin u obitelji. Visok je i crnokos, nosi kacigu svog pradjeda s likom pelikana i voli pustolovine. Međutim, Will nije običan dječak: on je vidioc, što znači da može vidjeti demone koji su drugim ljudima nevidljivi. Uz pomoć svoje tete Lucille, Will se hrabro bori protiv demona, proučava kršćanstvo i otkriva tajanstvene spletke. Osim Lucille pomažu mu i njegovi najbolji prijatelji: Andrew, Simon i Camilla. Willa prepoznaju kao prirodnog vođu, hrabra, sposobna i plemenita junaka.
- Simon Blabbingdale, Willov prijatelj, mršav dječak s naočalama. Vrlo je pametan, voli učiti i rado čita povijesne romane (npr. Povijesni pregled slabljenja i propasti Rimskog Carstva). Alergičan je na gluten. Mnogo je činjenica o kršćanstvu zapamtio s vjeronauka, čime često pomaže Willu u njegovim pustolovinama.
- Lucille Wilder, Willova teta, plavokosa žena od gotovo sedamdeset godina. Kći je utemeljitelja Strmograda, Jacoba Wildera. Vodi muzej Peniel u kojem se nalaze Braća i brojne relikvije poput Ilijinog plašta.

## Serijal
1. Will Wilder: Relikvija Strmograda (2017.)
2. Will Wilder: The Lost Staff of Wonders (2018.)
3. Will Wilder: The Amulet of Power (2019.)

## Odjek
Reakcije javnosti i medija uglavnom su pozitivne, pogotovo među katoličkom publikom. Mediji su prozvali roman "Harry Potterom za katolike", tvrdeći kako se Harry Potter služi magijom i čarobnim predmetima, a Will Wilder snagom vjere i moćnim djelovanjem relikvija svetaca.
Sam autor Raymond Arroyo u razgovorima za medije nije se htio osvrtati na usporedbe, kazavši da mu nije bio cilj stvoriti vjersko ili moralističko djelo samo za katoličku publiku, nego univerzalno djelo. Istaknuo je da je za njega katolicizam poput zraka koji je prisutan i koji se udiše i kad se ne vidi te je u tom pogledu usporedio Willa Wildera s Tolkienovim djelima koja su katolička na jedan dublji način – nudeći univerzalnu i duboko istinitu poruku za sve ljude.
Hrvatski katolički portal Bitno navodi: "Razlog više da roditelji potaknu svoju djecu na čitanje ovog romana jest i to da se radi ne samo o uzbudljivoj pustolovini, nego i o priči o posljedicama naših izbora, o odrastanju i ključnoj ulozi naše obitelji – jer, jedino poznajući vrednote i izbore onih koji su nam prethodili možemo uvidjeti kojim nam je putem krenuti kako bismo se pravilno razvijali. Osim toga, ova uzbudljiva i duhovita priča istovremeno na zabavan i originalan način govori o hrabrosti, ljubavi, požrtvovnosti i vjernosti kroz pustolovinu jednoga dječaka, što djeci i tinejdžerima može biti iznimno poticajno. Zbog svih tih elemenata ”Will Wilder – Relikvija Strmograda” itekako je dobrodošao i u kršćanske obitelji, koje će u Willu naći dobro društvo za svoju djecu."